# Metsalauka
Koordinaten: 58° 43′ N, 22° 34′ O
Metsalauka ist ein Dorf (estnisch küla) in der Landgemeinde Hiiumaa (bis 2017: Landgemeinde Emmaste). Es liegt auf der zweitgrößten estnischen Insel Hiiumaa (deutsch Dagö).

## Beschreibung
Metsalauka (deutsch Metsalauk) hat 10 Einwohner (Stand 31. Dezember 2011). Der Name bedeutet übersetzt „Wald-Moorauge“.
Der Ort liegt nördlich des Dorfs Emmaste landeinwärts.